# Eusmilus
Eusmilus és un gènere de fèlids de dents de sabre de la família dels nimràvids que visqué durant l'Oligocè. Se n'han trobat restes fòssils a Europa, Nord-amèrica i Sud-amèrica. L'espècie E. bidentatus tenia la mida d'un linx. En comparació amb Hoplophoneus, un altre nimràvid, tenia les dents canines proporcionalment més llargues, les dents carnisseres més grosses i les altres dents postcanines menys desenvolupades.